# 直木亜弓
直木 亜弓（なおき あゆみ、1970年5月4日 - ）は、日本の元女優・元タレント・元AV女優・元ストリッパー。

## 略歴
『夕やけニャンニャン』に出演したのがタレントとしての最初のお披露目で、その後1988年にAV女優に転向して宇宙企画からいくつかの作品を出す。代表作は『あまえんぼう』。八重歯が印象的なロリータ系女優として人気があった。
AV引退後、1991年からしばらく渋谷の道頓堀劇場でストリップダンサーとして活躍。

## 作品

### アダルトビデオ
- あまえんぼう　（1988年8月3日、宇宙企画） ※デビュー作
- シスターセレナーデ　（1988年8月15日、アテナ映像）…共演：村上麗奈、仲村梨沙
- あまえんぼう PART2　（1989年2月28日、宇宙企画）
- 宇宙企画のSUPER LINGERIE 1　（1989年5月、宇宙企画）…オムニバス作品、他出演：白木麻弥、藤巻ゆかり、後藤えり子、鮎川真理、藤森真奈
- あまえんぼう PART3　（1989年7月7日、宇宙企画）
- 少女惑星 2　（1989年、宇宙企画）…オムニバス作品、他出演：仲村梨沙、愛田ゆき、和泉冴子、有本夏樹、椎名かほり、高木樹里、井上美樹
- ベビーフェイスパニック　（1989年、シャリオ）
- ひまわりが上を向いたら夏まつり　（1990年1月14日、宇宙企画）
- 誘惑天使 少女から女へ　（1990年、トラッド）
- 放課後・ぬれぬれ更衣室　（1990年1月、笠倉出版社）…共演：五島めぐ、亜美
- 女教師 保健室の秘密　（1990年5月、笠倉出版社）…共演：樹まり子、藤木流花
- 今度はやってます!　（1991年、クリスタル映像）

## 書籍

### 写真集
- あまえんぼう　（1988年11月25日、撮影：前場輝夫、英知出版）
- マドンナメイト写真集 直木亜弓　（1989年5月25日、撮影：米本光穂、マドンナ社）